# دلما جاردن مول
دلما جاردين مول (بالارمنية: Դալմա Գարդեն Մոլ) هو مركز تسوق مغلق. يقع بالقرب من تل تسيتسيرناكابيرد في العاصمة الارمينية يريفان. وهو أول مجمع تجاري (Mall) في ارمينيا. 

## التاريخ
أعلن عن المشروع في عام 2009. وافتتح المجمع التجاري في أكتوبر 2012. تم بناءه بواسطة «مجموعة تشير» (Tashir Group) المملوكة من قبل رجل الأعمال الروسي ذو الاصل الارميني «سامفيل كارابيتيان»  Samvel Karapetyan). كما حضر الرئيس سيرج سركسيان حفل الافتتاح.
هايبرماركت من سلسلة «مدينة يريفان» الارمنية افتتح لاحقاً.

## الخدمات
يعد دلما جاردين مول موطناً لواحد من أكبر مراكز المجوهرات في يريفيان.
في 18 نوفمبر من عام 2013، أفتتح المسرح السينمائي المتعدد «سينما ستار» في المجمع التجاري. و«سينما ستار» هي سلسلة سينمات روسية دخلت السوق الارمنية من خلال صالاتها الستة في دلما جاردن مول. تقع السينما بالقرب من مطعم ومقهى مايكل.
يحتوي المول على عدد من المقاهي والمطاعم، ومنطقة طعام، ومركز للبولينغ، وساحة لعب للاطفال "Play Lab".
دلما جاردين مول هو موطن لعلامات تجارية معروفة دخلت السوق الارمنية.